# Golfe du Tonkin
Le golfe du Tonkin, ou baie de Beibu, (en vietnamien : Vịnh Bắc Bộ ; chinois : 北部湾) se situe entre la Chine et le Viêt Nam. Il constitue le bras nord-ouest de la  mer de Chine méridionale. Assez peu profond dans son ensemble (moins de 60 m), il mesure environ 530 km de longueur et 237 km dans sa partie la plus étroite. Il prend fin au sud entre Yinggezui (ou Ying-Ko Tsui), sur l'île de Hainan, et le phare de Mŭi Lay sur le continent. Le golfe est fermé à l'est par la péninsule de Leizhou et l'île Hainan. Le détroit de Qiongzhou permet de  communiquer de la mer de Chine méridionale au golfe lui-même.
Ses principaux ports sont Beihai (Chine) et Haïphong (Viêt Nam).
On y trouve plusieurs îles, dont :
- Hainan, la plus grande ;
- Weizhou.

Le fleuve Rouge y déverse ses eaux.
La baie de Hạ Long qui le borde au nord-ouest, non loin de Haïphong, est probablement le site touristique le plus connu du golfe.
Le nom « Tonkin » (en chinois : 東京 et en vietnamien : Đông Kinh), signifie « capitale de l'Est » et est l'un des anciens noms de Hanoï, la capitale du Viêt Nam.

## Pendant la guerre du Viêt Nam

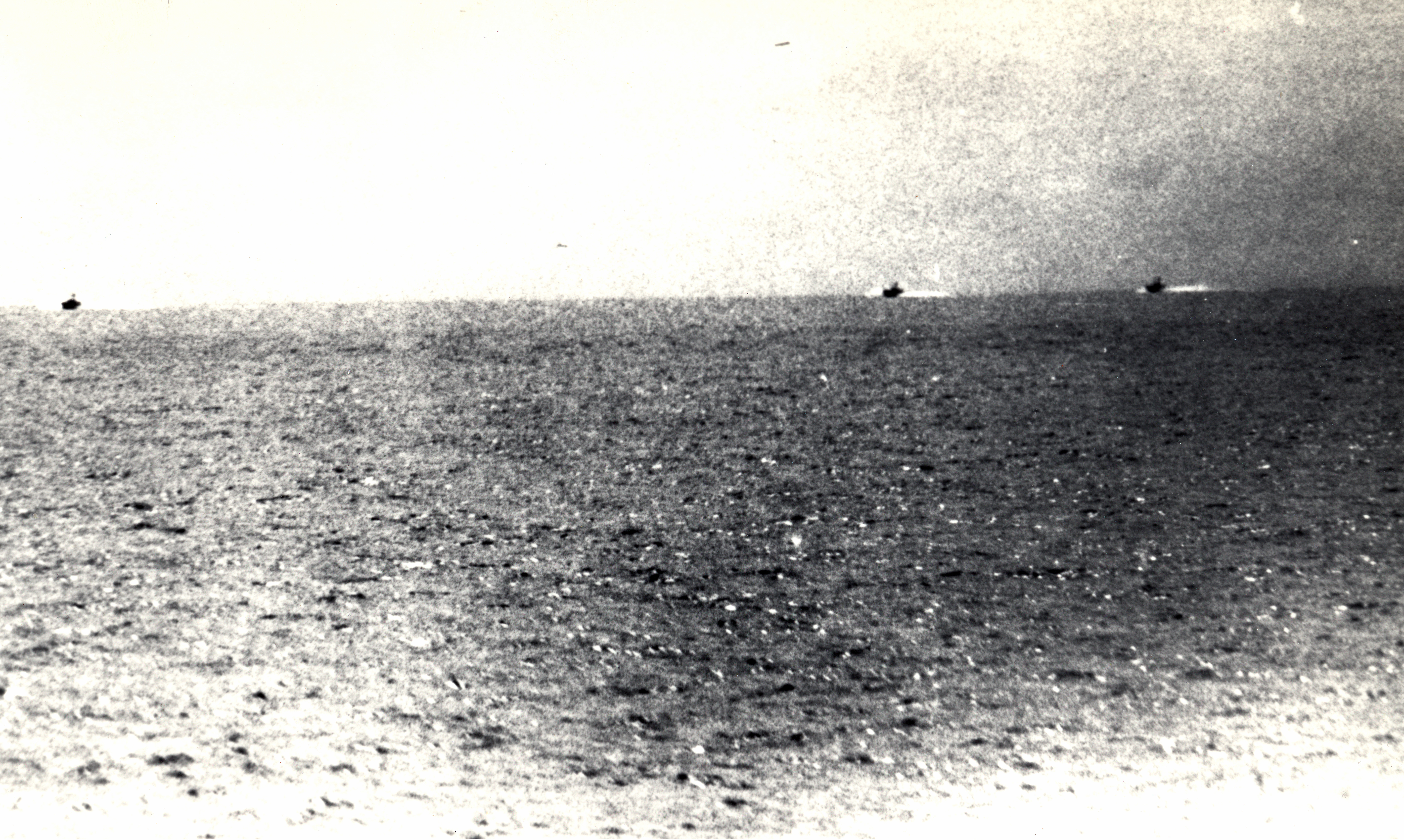
Au loin, trois navires nord-vietnamiens, le 2 août 1964.

En août 1964, le président américain Lyndon B. Johnson prétendit que les forces nord-vietnamiennes avaient attaqué deux fois des destroyers américains dans le golfe. Il y avait eu, en effet, une attaque (une réplique pour les opérations américaines-sud-vietnamiennes sur la côte), mais il n'y en eut pas de seconde. Ceci déclencha l'engagement « ouvert » des États-Unis dans la guerre du Viêt Nam, officiel après la signature de la résolution du golfe du Tonkin.

## Divers
Le golfe du Tonkin, situé en mer de Chine méridionale, a son antipode dans l'océan Pacifique Sud, à la latitude du désert d'Atacama, au  Chili et sur le méridien passant par l'entrée  du golfe de Californie.